# Rudol'f Nureev
Rudol'f Chametovič Nureev (in russo Рудо́льф Хаме́тович Нуре́ев?; in tataro: Rudolf Xämätulı Nuriev; pronuncia Rudòlf Nurèiev; Irkutsk, 17 marzo 1938 – Parigi, 6 gennaio 1993) è stato un ballerino e coreografo sovietico naturalizzato austriaco, definito da critici come Clement Crisp e Sylvie de Naussac uno tra i più grandi danzatori del XX secolo insieme a Nižinskij e Baryšnikov.
Per la sua velocità e la propensione all'acrobazia fu soprannominato "il tartaro volante". La sua attività come ballerino e coreografo non fu soltanto importante per l'abilità tecnica ma si rivelò innovativa accrescendo l'importanza dei ruoli maschili che, a partire dalle sue produzioni, vennero sviluppati con maggiore considerazione per la coreografia rispetto al passato. Nureev fu precursore assoluto del nuovo approccio che abbatteva il confine tra balletto classico e danza moderna e che era destinato a divenire la norma in anni successivi.

## Biografia

### L'infanzia
Rudol'f Nureev nacque su un vagone passeggeri della ferrovia Transiberiana nei pressi di Irkutsk, in Siberia (Unione Sovietica), mentre sua madre Farida si recava a Vladivostok, dove era di stanza il padre Khamet, un commissario politico dell'Armata Rossa di origine tatara e baschira. Ultimo di quattro figli, Rudol'f crebbe con la madre, le tre sorelle Rosa, Lilia e Razida e un padre poco presente con cui ebbe un rapporto molto conflittuale; i genitori provenivano da famiglie di cultura musulmana, ma non erano credenti.
Dopo Vladivostok la famiglia si trasferì per un breve periodo a Mosca, ma nel 1941 venne sfollata in un piccolo villaggio nei pressi di Ufa, in Baschiria. In questi anni difficili, minati dalla tragedia della seconda guerra mondiale, la famiglia condusse una vita assai precaria e povera. Tuttavia a Ufa esisteva un teatro e, la sera del 31 dicembre 1944, Rudol'f assistette a un balletto interpretato dall' étoile Zajtuna Nazretdinova; Rudol'f capì in quel momento che, oltre alla predilezione per la musica e il pianoforte in particolare, la vera passione della sua vita sarebbe stata la danza.
Da allora il giovanissimo Rudol'f incominciò a ballare in alcuni gruppi amatoriali di danza folkloristica ma si esibì anche in qualche saggio al Teatro dell'Opera di Ufa, sotto la supervisione di Anna Udel'cova, ex allieva di Sergej Djagilev, che intuì il suo potenziale e lo indirizzò all'insegnante di danza Elena Vajtovič. Per raggiungere Ufa Rudol'f viaggiava oltre due giorni sulla Transiberiana; qui, nel 1947, all'età di 9 anni, subì un'aggressione sessuale da parte del capotreno, dal quale era già molestato da tempo, e di cui non parlò ai genitori benché non fosse la prima volta.

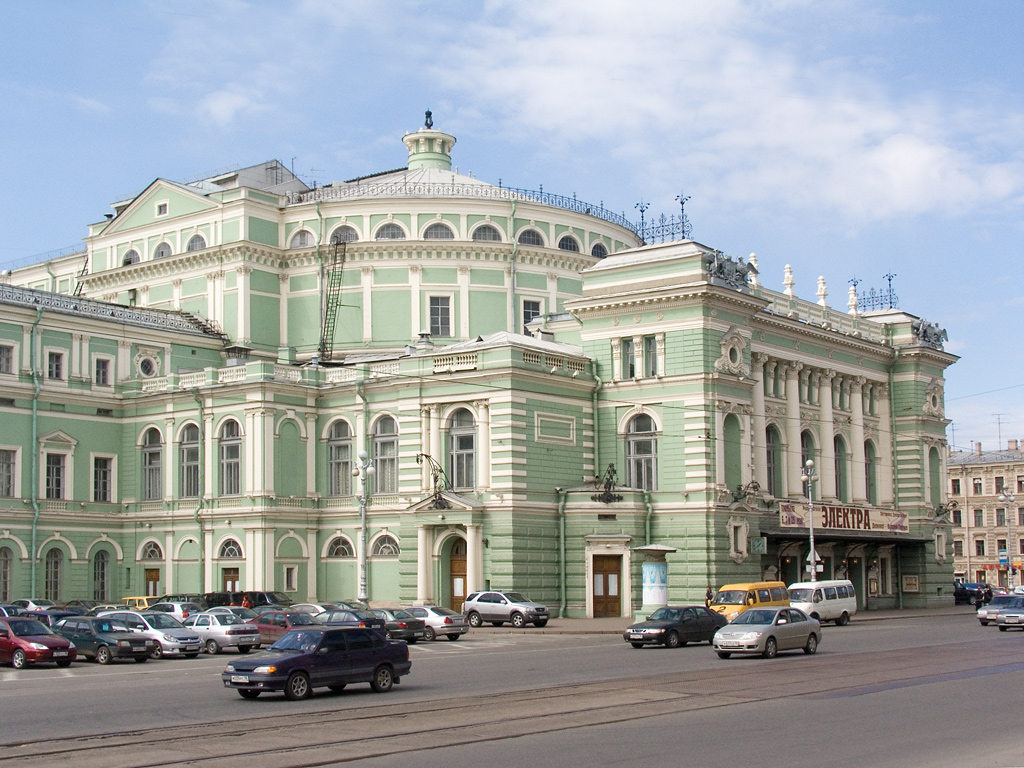
Teatro Mariinskij che, in epoca sovietica quando vi studiò il giovane Nureev, si chiamava Teatro Kirov

### La danza come passione
Nel 1954 Anna Udel'cova lo incoraggiò e lo convinse a iscriversi all'Accademia di danza Vaganova del Teatro Kirov di Leningrado, una delle più prestigiose istituzioni dell'Unione Sovietica. Il viaggio fu lungo e durante una prima tappa a Mosca tentò anche un provino all'Accademia di Danza del Teatro Bol'šoj. L'audizione fu un successo e gli insegnanti gli comunicarono che sarebbe stato ammesso, tuttavia il giovane Nureev prese tempo e infine declinò l'offerta: il suo sogno restava raggiungere Leningrado ed entrare alla stessa Accademia dove si erano formati protagonisti della danza russa come Vaclav Nižinskij, Anna Pavlova e Galina Ulanova.
Giunto al cospetto della commissione del Teatro Kirov si esibì e, nonostante la poco entusiastica accoglienza e la perplessità per la sua età avanzata, gli fu riconosciuto il suo talento, ma emersero anche le prime asperità di un carattere estremamente difficile. Tuttavia nel 1958, dopo soli tre anni, Nureev completò il suo percorso di studi con il coreografo Aleksander Puškin, si diplomò Maestro di Danza insieme con il suo compagno di accademia Michail Baryšnikov ed entrò a far parte della Compagnia di Balletto del Teatro Kirov.
Il suo esordio con la compagnia fu in Laurencia, al fianco della celebre Natalija Dudinskaja e ben presto egli divenne uno dei ballerini più noti in Unione Sovietica, partecipando a tournée in tutto il Paese danzando per ruoli del repertorio classico e romantico come Il lago dei cigni e Giselle, che interpretò per la prima volta nel 1959. 
Con la compagnia del Teatro Kirov Nureev ebbe occasione di lavorare con le maggiori ballerine sovietiche del tempo fra cui: Alla Šelest, Irina Kolpakova, Alla Sizova ma ebbe anche il raro privilegio di poter viaggiare al di fuori dei confini sovietici. Si esibì per la prima volta oltre confine a Vienna all'International Youth Festival, tuttavia al suo rientro gli fu revocato il permesso di espatriare per motivi disciplinari e fu costretto a partecipare nuovamente a tournée del Kirov nel solo territorio sovietico.

### L'espatrio e l'affermazione
Nel 1961 la sua sorte cambiò. Il primo ballerino del Kirov, Konstantin Sergeev, si infortunò e all'ultimo momento a Nureev fu concesso di sostituirlo in un'esibizione programmata all'Opéra di Parigi. La sua esecuzione fu un grande successo e sorprese sia il pubblico sia la critica, tanto da organizzare delle repliche dello spettacolo anche a Londra. Tuttavia il KGB non lo perse di vista durante la sua permanenza a Parigi per le repliche previste e disapprovò la sua frequentazione di amici occidentali e dei vari locali della capitale francese.

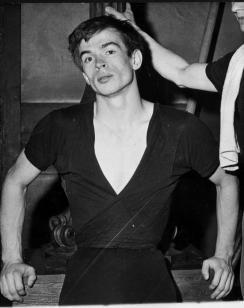
Nureev a Parigi nel 1961.

Fu così che la mattina del 16 giugno presso l'aeroporto Le Bourget di Parigi uno dei funzionari del KGB che scortava costantemente la compagnia gli comunicò che lui sarebbe dovuto rimpatriare per un'importante esibizione al Cremlino, mentre il resto dei componenti avrebbe proseguito la tournée europea a Londra. Dopo alcune perplessità manifestate da Nureev i funzionari del KGB insistettero per il suo rientro, aggiungendo anche notizie su presunte gravi condizioni di salute di sua madre. Nureev esitò ancora temendo sempre di più un inganno e, viste le precedenti restrizioni subite, sospettò che accettando di ritornare non gli sarebbe più stato concesso di espatriare dall'Unione Sovietica; pertanto, con una fuga piuttosto rocambolesca, disertò il volo di ritorno, consegnandosi alla polizia francese presente in aeroporto per chiedere protezione e asilo politico. 
Dopo essersi reso irreperibile per breve tempo, Nureev formalizzò la richiesta di asilo politico al Governo francese, mentre l'Unione Sovietica lo condannò in contumacia per alto tradimento a una pena detentiva di sette anni. Non rivide la sua patria per lunghissimo tempo. Nonostante la distanza, rimase sempre in contatto con sua madre, ma tornò a farle visita in Russia soltanto nel 1987 per rivederla un'ultima volta, grazie a un permesso speciale ottenuto dall'allora segretario generale del PCUS Michail Gorbačëv. A Parigi, nell'arco di pochissimo tempo Nureev venne scritturato da svariate compagnie tra cui il Grand Ballet du Marquis de Cuevas per il quale interpretò La Belle au Bois dormant con Nina Vyrubova. 

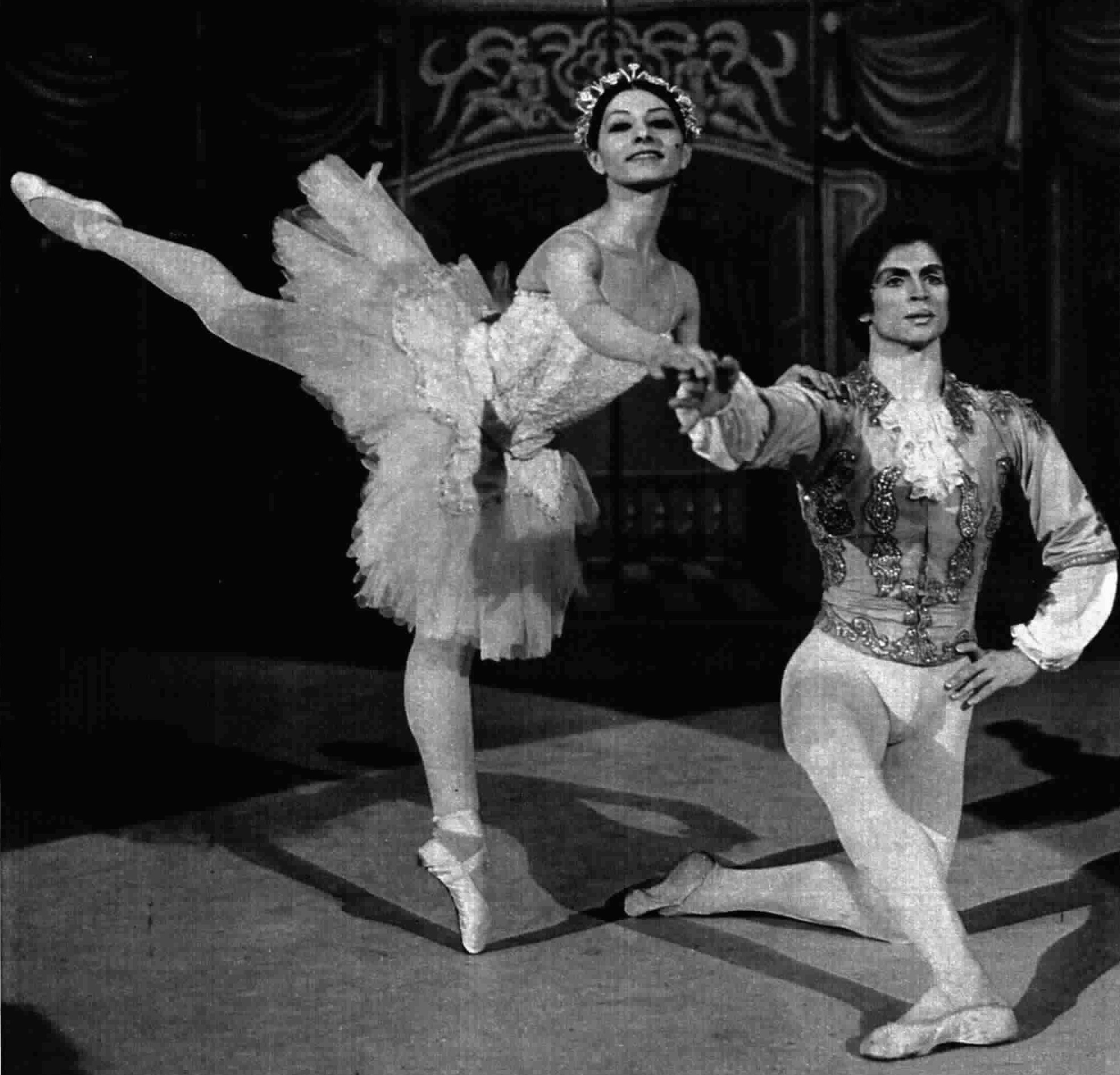
Rudol'f Nureev con Liliana Cosi al termine di un'esibizione a Roma.

In Italia Nureev esordì come coreografo curando una nuova edizione di Rajmonda su incarico del Festival dei Due Mondi di Spoleto; in seguito lavorò a lungo per il Teatro alla Scala di Milano creando nuove coreografie de La bayadère, La bella addormentata e Lo schiaccianoci, che interpretò al fianco di Liliana Cosi e Carla Fracci. 
Il successo non si fece attendere e nel 1962 Nureev esordì negli Stati Uniti collaborando con Sonia Arova alla New York City Brooklyn Academy of Music e, in collaborazione con Ruth Page del Chicago Opera Ballet, eseguì il grand pas de deux da Don Chisciotte. Sempre del 1962 è la sua prima apparizione in una trasmissione televisiva americana, dove danzò gli assolo maschili de La bella addormentata. Poco tempo dopo Nureev collaborò con Maria Tallchief, con cui si esibì nuovamente alla televisione americana ballando il pas de deux dall'Infiorata a Genzano di August Bournonville. Durante il suo primo soggiorno negli Stati Uniti conobbe l'attore americano Anthony Perkins, con cui ebbe una breve ma intensa relazione. 
Al suo ritorno in Europa Nureev si stabilì definitivamente a Parigi, dove acquistò il suo primo appartamento in Quai Voltaire 23. Dopo l'esordio americano Nureev divenne una celebrità a livello mondiale corteggiata dal jet set; la sua prolungata lontananza dalla madrepatria, le caratteristiche eccezionali e il suo fascino lo resero un'icona di stile e un vero divo internazionale. Ciò gli diede il privilegio di decidere dove e con chi danzare. 

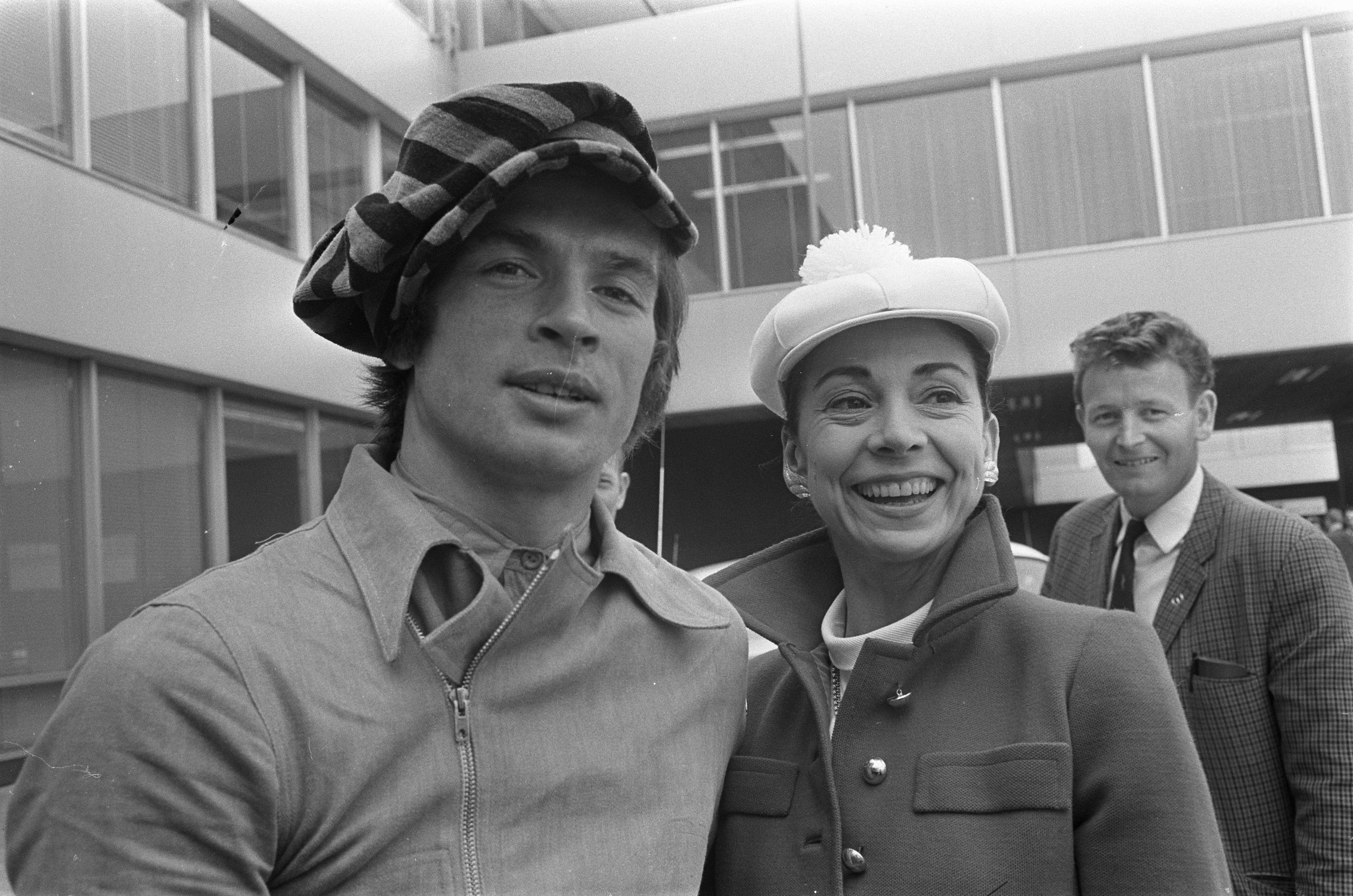
Rudol'f Nureev e Margot Fonteyn all'aeroporto di Amsterdam nel 1968, durante una tournée del Royal Ballet.

Alla fine del 1962 Nureev conobbe Margot Fonteyn, una delle migliori ballerine inglesi del tempo e oggi considerata la migliore di sempre, con la quale instaurò una lunga amicizia e una proficua collaborazione professionale. Fonteyn lo invitò a Londra, dove egli acquistò una seconda casa, e lo introdusse al Royal Ballet per il quale lavorò per lunghissimo tempo creando le nuove coreografie per Antigone, Amleto, Poème tragique, Il Principe Igor, Il lago dei cigni, La bella addormentata, Margherita e Armando, Petruška e, ovviamente, Giselle.
Nureev divenne così il principale collaboratore del Royal Ballet e formò con Margot Fonteyn una coppia alla quale si ispirarono successivamente numerosi coreografi del tempo, tra i quali Frederick Ashton, Kenneth MacMillan e Robert Helpmann. Il 21 febbraio 1963, Nureev e Margot Fonteyn apparvero sul palco di Covent Garden per la prima volta insieme in Giselle e fu un grandissimo successo. Al termine dell'esibizione Nureev si inginocchiò davanti alla Fonteyn e le baciò la mano, cementando così un'intesa che durò una vita, sia sul palcoscenico che fuori.
Insieme alla Fonteyn, Nureev trasformò notevolmente l'interpretazione dei maggiori balletti e la coppia divenne famosa per le ripetute chiamate alla ribalta e per i lanci di fiori sul palco da parte del pubblico a ogni loro rappresentazione. Innumerevoli furono le tournée del Royal Ballet che videro i due ospiti nei maggiori teatri di tutto il mondo: Milano, Roma, Atene, Vienna, Amsterdam, Copenaghen, Toronto, Washington, New York, San Francisco, Tokyo, Sydney. 

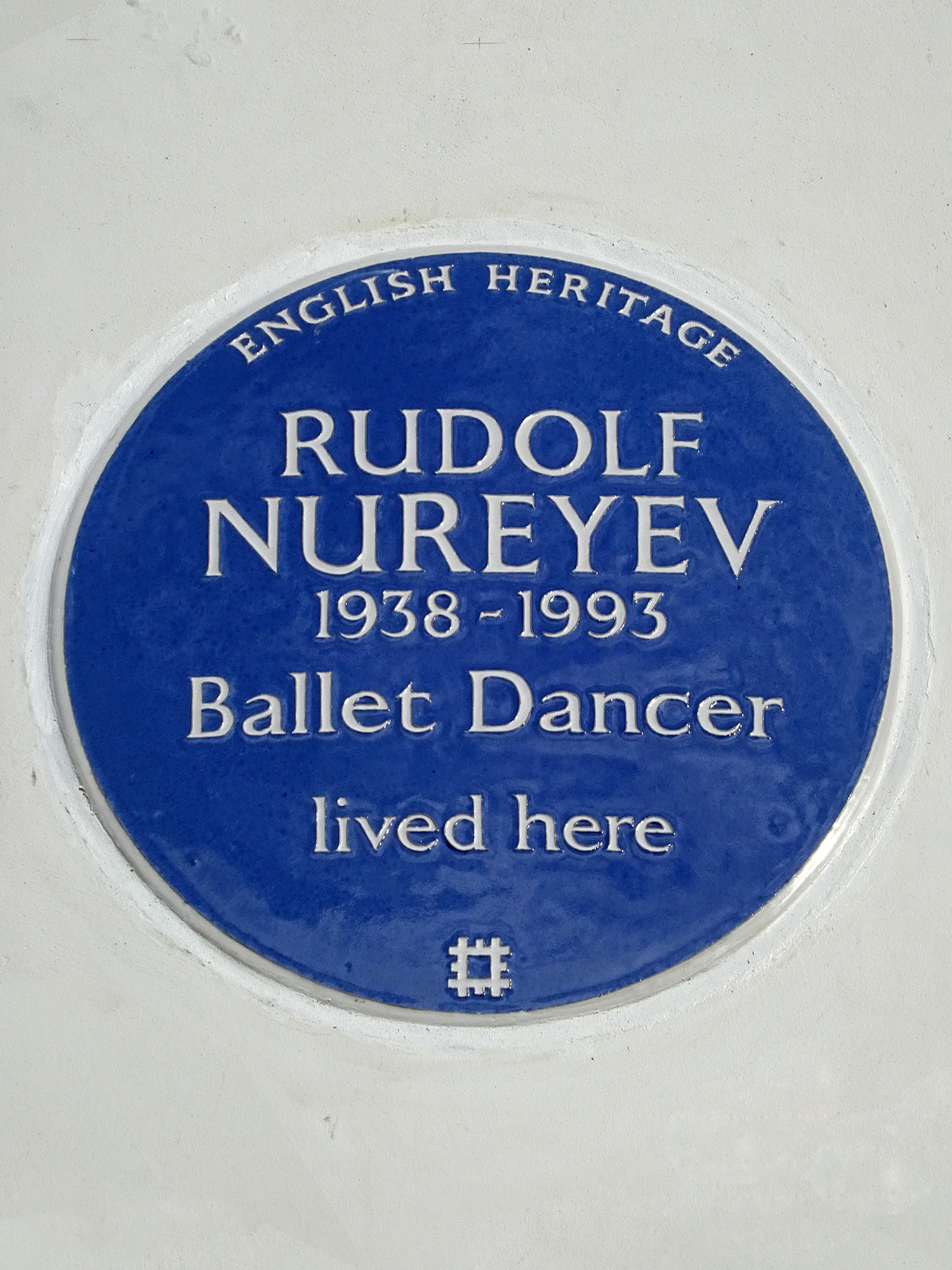
Targa commemorativa sulla facciata della casa di Londra, al 27 di Victoria Road

Nel 1964 Nureev fu chiamato a collaborare a Vienna per la Wiener Staatsoper, dove allestì e interpretò insieme con Margot Fonteyn Il lago dei cigni, Romeo e Giulietta e La bayadère, inoltre creò la nuova coreografia per il Tancredi che esordì nel 1966.
La notte dell'11 luglio 1967, a seguito di una delle tante repliche che il Royal Ballet fece all'Opera House di San Francisco, Nureev e la Fonteyn vennero arrestati dalla polizia durante una festa hippie, con l'accusa di disturbo alla quiete pubblica e possesso di marijuana. Dopo alcune ore di cella e rilascio su cauzione vennero entrambi prosciolti dalle accuse e lasciarono gli Stati Uniti incensurati.
Nel 1968, durante una tournée del Royal Ballet in Danimarca e nei Paesi Bassi, Nureev conobbe Erik Bruhn, direttore del Balletto Reale Svedese dal 1967 al 1972 e futuro direttore artistico del Balletto Nazionale Canadese dal 1983 al 1986. Bruhn, di dieci anni più vecchio di Nureev, divenne il suo amante, il migliore amico ma anche colui che lo protesse dalle sue stesse "follie" per molti anni; la relazione tra i due fu lunga ma molto travagliata e discontinua, anche a causa della grande promiscuità di frequentazioni che Nureev intratteneva.
Nei primi anni settanta fu protagonista di I Am a Dancer, una serie per la televisione francese e interpretò per la prima volta Dances at a Gathering di Jerome Robbins. Inoltre, interpretò Big Bertha di Paul Taylor e nel 1973 si esibì in La bella addormentata per la prima volta accanto a Natalija Makarova, anche lei rifugiatasi in Europa e fuggita dal Kirov di Leningrado. 
Nel 1973 Nureev tornò nuovamente negli Stati Uniti e si trasferì per un periodo a New York dove collaborò con la Metropolitan Opera House e portò in scena alcune fortunate edizioni di Cinderella e Giselle. Qui acquistò un appartamento nel prestigioso Dakota Building e frequentò assiduamente la celebre discoteca Studio 54, dove conobbe Robert Tracy, un giovane ballerino americano e studente di Arte della Columbia University; egli divenne il suo compagno per lungo tempo, nonché il suo fidato assistente personale.
Malgrado fosse ormai una celebrità, Nureev non amava molto la mondanità, che comunque frequentò con estrema disinvoltura, avendo modo di conoscere molti personaggi del tempo tra cui: Jacqueline Kennedy Onassis, Maria Callas, Nastassja Kinski, Mick Jagger, Liza Minnelli, Gore Vidal e Andy Warhol. Nonostante la sua apparenza schiva Nureev era una persona molto curiosa, avida di cultura e i suoi interessi erano ampi, con un'ottima conoscenza in svariati campi; inoltre parlava più o meno fluentemente molte lingue: francese, inglese, italiano, tedesco, russo e tataro. Mantenne comunque vecchie amicizie anche al di fuori dal mondo dello spettacolo per decenni, comportandosi come un fedele e generoso amico.

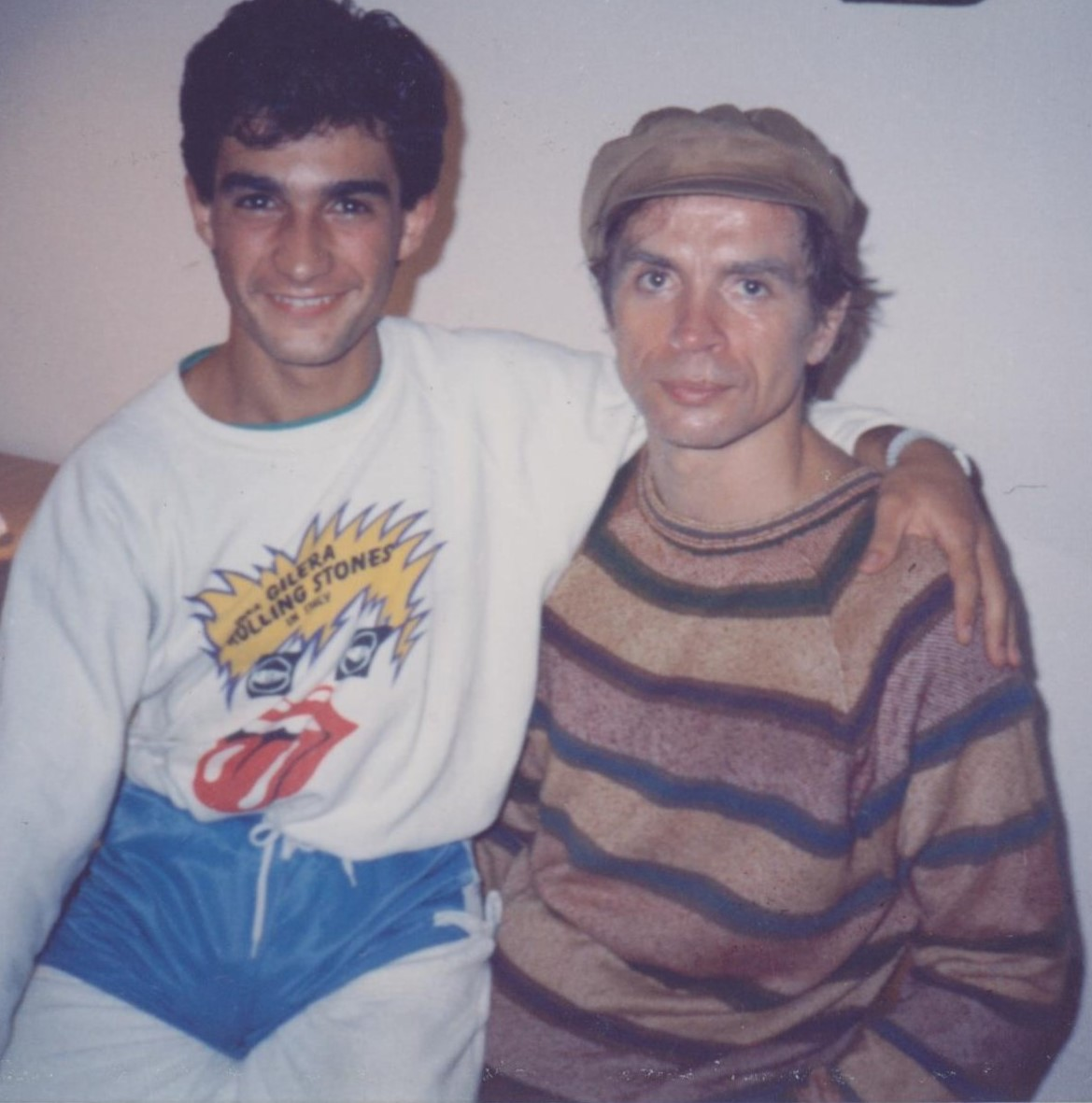
Nureev con Roberto Baiocchi a Parigi, nel 1980.

Nureev era notoriamente impulsivo e aveva poca tolleranza verso le regole, le limitazioni e l'ordine gerarchico. Tuttavia grazie alla sua bravura e al suo fascino gli vennero giustificati molti suoi comportamenti, ma nemmeno la fama riuscì a migliorare il suo temperamento. Quest'atteggiamento fu talvolta frainteso come mancanza di fiducia o maleducazione nei confronti delle persone con le quali Nureev lavorava; tuttavia alcune delle ballerine, tra cui Antoinette Sibley, Gelsey Kirkland e Annette Page, che ebbero occasione di lavorare con Nureev, affermarono che, seppur molto esigente, egli si dimostrò piuttosto comprensivo e premuroso nei loro confronti, anche nei periodi professionali più difficili, procurando loro dei nuovi ruoli da interpretare.
A seguito della sua permanenza in Europa e negli Stati Uniti, Nureev venne contattato anche da registi cinematografici e produttori televisivi. Nel 1962, dopo le sue prime apparizioni televisive negli Stati Uniti, esordì con una versione cinematografica di Les Sylphides. Nel 1972 Nureev si recò in Australia con il regista Robert Helpmann per interpretare il film Don Chisciotte; ma la sua interpretazione cinematografica più importante e significativa fu nel 1976, quando impersonò Rodolfo Valentino nell'omonimo film biografico del regista britannico Ken Russell. Dal 1976 al 1981 partecipò anche come ospite in qualche episodio della serie televisiva britannica The Muppet Show. Nonostante il successo di queste esperienze collaterali Nureev non si dimostrò particolarmente interessato al cinema e ad una seria carriera di attore.
Nel 1983 Nureev fu nominato premier maître de ballet del Balletto dell'Opéra di Parigi che, insieme con il Royal Ballet di Londra, divenne per lui l'istituzione di riferimento nella quale si dedicò, oltre alla danza, alla direzione dell'opera e alla promozione di giovani talenti. Alcuni ballerini che lavorarono a Parigi durante la sua direzione, alimentati dal suo approccio innovativo, sono diventati essi stessi direttori di altri importanti teatri europei: Manuel Legris del Wiener Staatsballet, Laurent Hilaire del Teatro Stanislavskij di Mosca e Charles Jude del Grand Théâtre de Bordeaux.
Nel 1987, in occasione di una serata di gala organizzata da re Juan Carlos a Madrid, Nureev incontrò per la prima volta Freddie Mercury, cantante e frontman dei Queen. Dall'incontro nacque una delle sue più importanti relazioni sentimentali, raccontata anche nel libro Nureev senza trucco dell'autore russo Yuri Matthew Ryuntyu, che svelò fra l'altro il contenuto di un rapporto epistolare fra i due, circa una cinquantina di lettere. La relazione fra Nureev e il suo «Eddie», come amò chiamarlo, fu discontinua ma caratterizzata da interminabili telefonate intercontinentali, costanti e improvvisi incontri al termine di spettacoli, concerti o esibizioni di entrambi in svariate parti del mondo.

### Ultimo viaggio in patria, declino e malattia
Dopo oltre venticinque anni di brillante carriera ma anche di una sorta di esilio volontario e una lunga attesa, nel 1987 Nureev ricevette l'invito personale del presidente Michail Gorbačëv a ritornare in Russia per rivedere i suoi familiari e salutare un pubblico che, seppur numeroso, ebbe ben poche notizie ufficiali del suo successo.
In questa occasione Nureev, che beneficiò di una speciale amnistia, venne accolto con tutti gli onori e poté riabbracciare per l'ultima volta sua madre ma anche l'ormai centenaria Anna Udel'cova, sua prima insegnante di danza. Egli visitò anche San Pietroburgo e il Teatro Mariinskij, dove si esibì interpretando La sylphide, che registrò un'affluenza di pubblico straordinaria.
Dalla seconda metà degli anni ottanta, ebbe inizio l'inevitabile declino della straordinaria potenza fisica di Nureev. Quando l'AIDS fece la sua drammatica comparsa intorno al 1982 Nureev vi prestò poca attenzione, come del resto in molti fecero nei primi tempi di diffusione di questa malattia. Probabilmente egli contrasse l'HIV proprio intorno a quegli anni, tuttavia per i primi tempi Nureev negò che ci fosse qualcosa di anomalo riguardo alla sua salute e affermò semplicemente di soffrire di altre differenti malattie; inoltre rifiutò qualsiasi approfondimento clinico e specifica terapia che fossero disponibili ai tempi. 
Egli tuttavia continuò per molto tempo ancora a interpretare ruoli da protagonista nei grandi balletti classici ma anche moderni causando, talvolta, la disapprovazione di molti dei suoi ammiratori. 
Nel 1988, l’allora presidente della Repubblica François Mitterrand lo nominò Chevalier de la Légion d'honneur, il più alto riconoscimento civile conferito dalla Francia.
Nel 1989 partecipò a una nuova tournée negli Stati Uniti dove interpretò il ruolo del re del Siam nel musical di Roger e Hammerstein The King and I. 
Nel 1991, quando la patologia divenne evidente e conclamata, la perdita della prestanza fisica e il decadimento colpirono molto Nureev che, negli ultimi mesi, dovette rassegnarsi all'evidenza e al fatto che stesse lentamente morendo. Benché la sua salute fosse ormai compromessa continuò a lottare contro l'impietoso decorso della sua malattia, a viaggiare e lavorare senza sosta per portare in scena nuove versioni di balletti e commissionando alcuni dei più coreografici spettacoli del suo tempo; reagendo con tanta determinazione egli riconquistò l'ammirazione di molti dei suoi detrattori. 

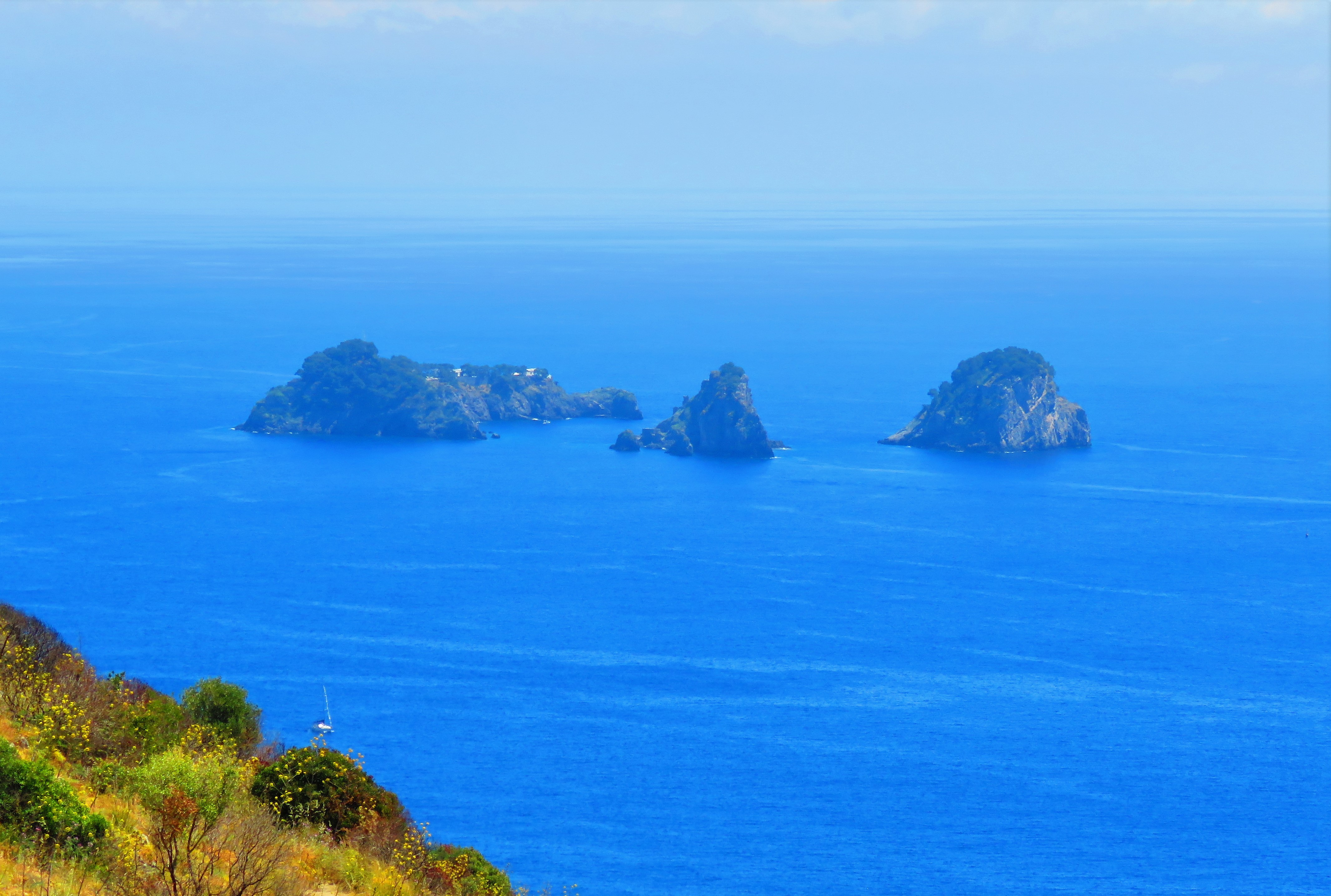
Il piccolo arcipelago delle isole Li Galli appartenuto a Rudol'f Nureev

Egli alternò le sue sempre più rare apparizioni pubbliche a lunghi periodi di riposo nella sua residenza a Li Galli, il gruppo di piccole isole della Costiera amalfitana che Nureev aveva interamente acquistato per sé nel 1989 con il desiderio di aprirvi una propria scuola di danza.
Nonostante le sue ormai precarie condizioni di salute nel marzo del 1992 Nureev visitò il Kazakistan e fu ospite del Musa Cälil Tatar Academic Opera and Ballet Theater ma quando fece ritorno a Parigi, nel suo appartamento di Quai Voltaire 23, le sue condizioni si aggravarono a tal punto da essere ricoverato all'ospedale Nôtre Dame du Perpétuel Secours per sottoporsi a un delicato intervento chirurgico al cuore, compromesso dalle complicazioni di una pericardite.
Superato l'intervento, trascorse nuovamente l'estate a Li Galli e fece ritorno a Parigi soltanto nell'autunno, in occasione della Prima de La bayadère all'Opéra Garnier l'8 ottobre 1992. Fu questa la ultima apparizione pubblica, dove un Nureev magrissimo e visibilmente segnato dall'inarrestabile progresso della malattia fu accolto da una lunga ovazione in piedi da parte del pubblico; in questa occasione il ministro della Cultura francese Jack Lang gli conferì anche la più alta onorificenza culturale francese: il titolo di Chevalier de l'Ordre des arts et des lettres.

### La morte

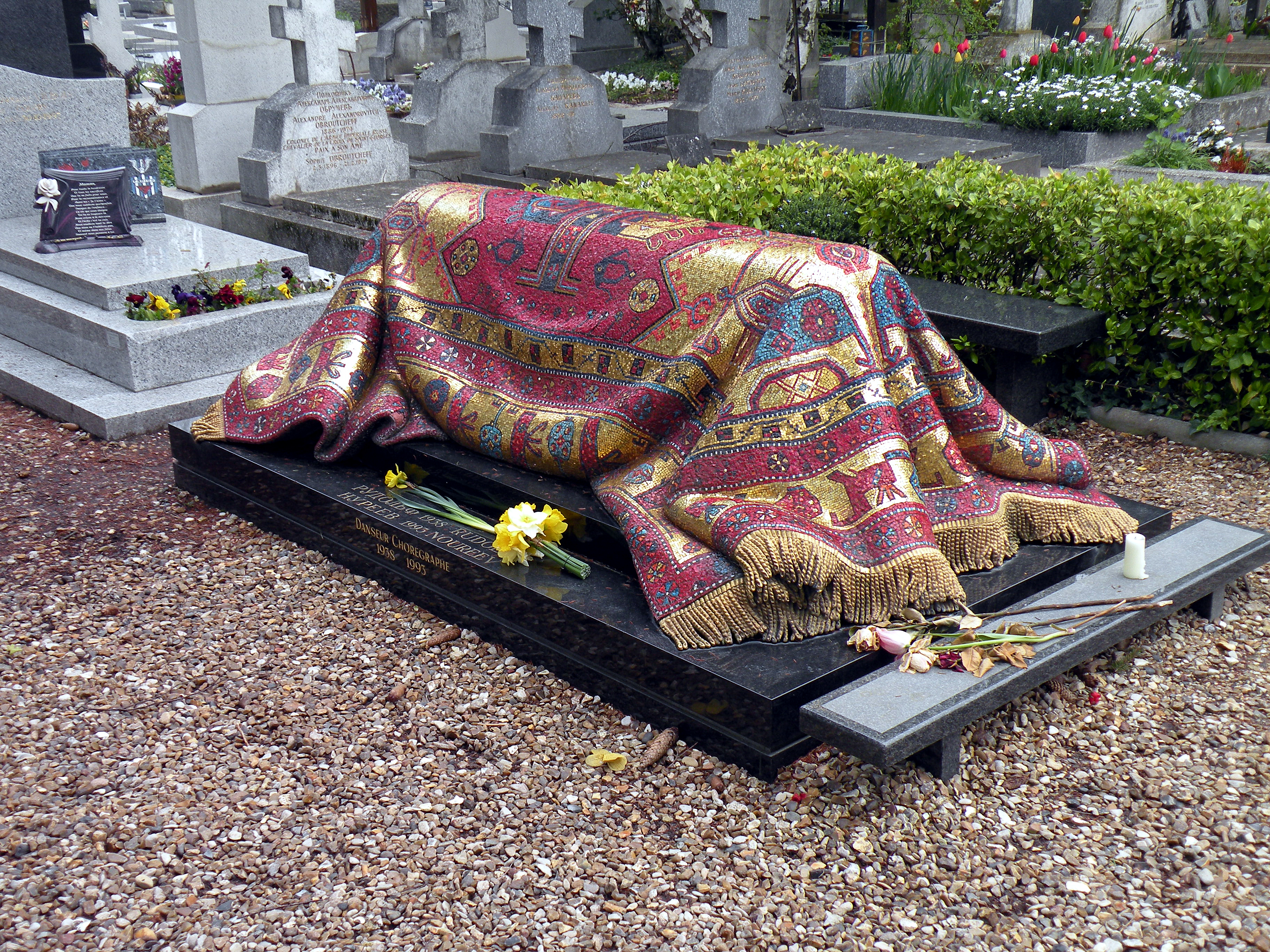
La tomba di Rudol'f Nureev nel cimitero russo ortodosso di Nostra Signora dell'Assunzione.

Il 20 novembre 1992 Rudol'f Nureev venne nuovamente ricoverato all'ospedale Nôtre Dame du Perpétuel Secours a Levallois-Perret, a nord di Parigi, per ulteriori complicazioni, morì poco più di un mese dopo, il 6 gennaio 1993, per una crisi cardio-respiratoria, assistito da Robert Tracy e dal suo manager e fisioterapista Luigi Pignotti.

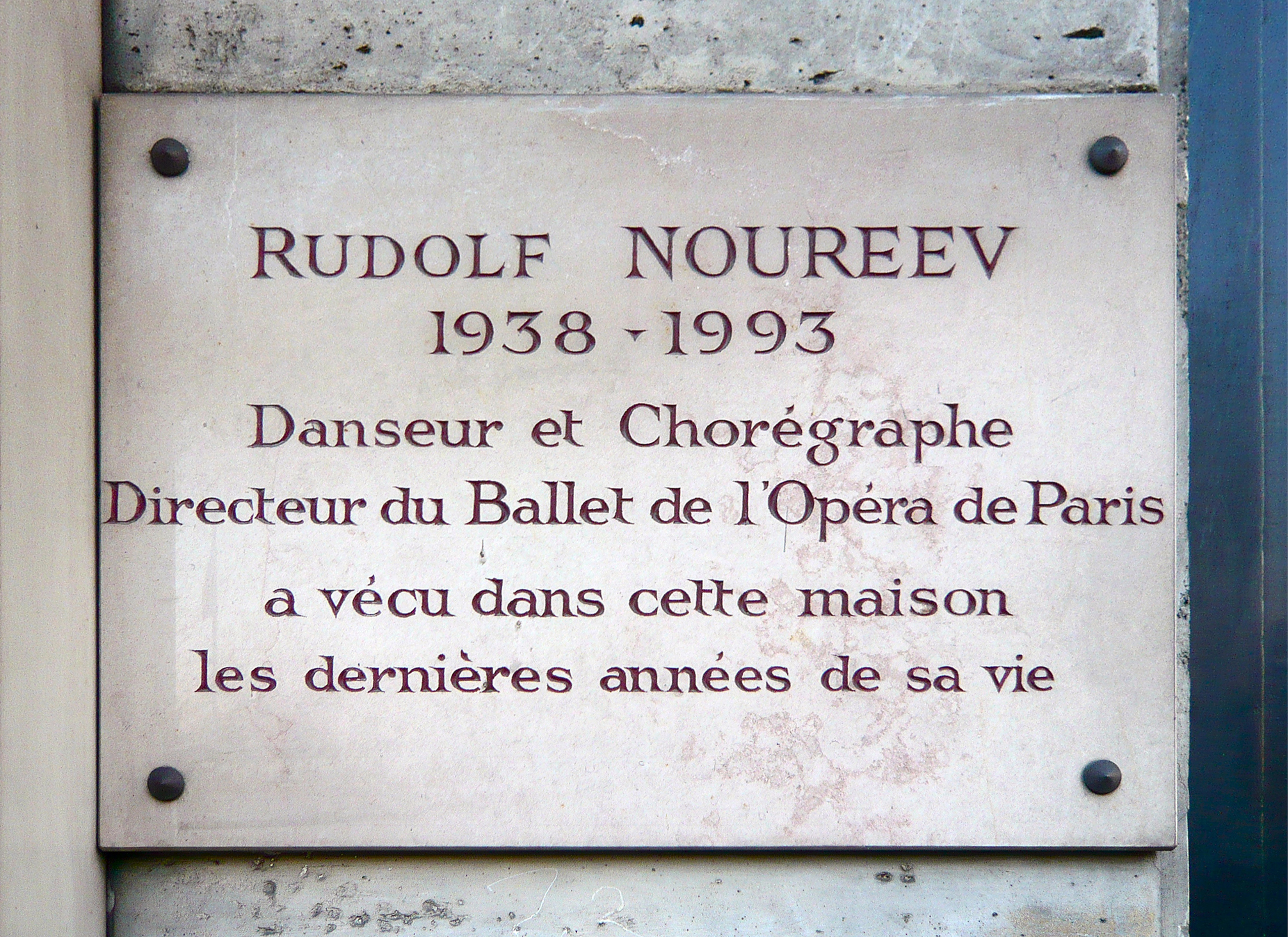
Targa commemorativa sulla facciata della casa di Parigi, in Quai Voltaire 23

Il 13 gennaio si svolsero le esequie in forma laica, presso il foyer dell'Opéra Garnier di Parigi sulle note di Giselle; il corteo funebre si diresse al cimitero russo di Sainte Geneviève des Bois, appena fuori Parigi, dove il feretro venne tumulato insieme con le sue scarpe da danza in una tomba che riproduce il drappeggio di un kilim kazako progettato dallo scenografo Ezio Frigerio e realizzato a mosaico dallo Studio Akomena di Ravenna.

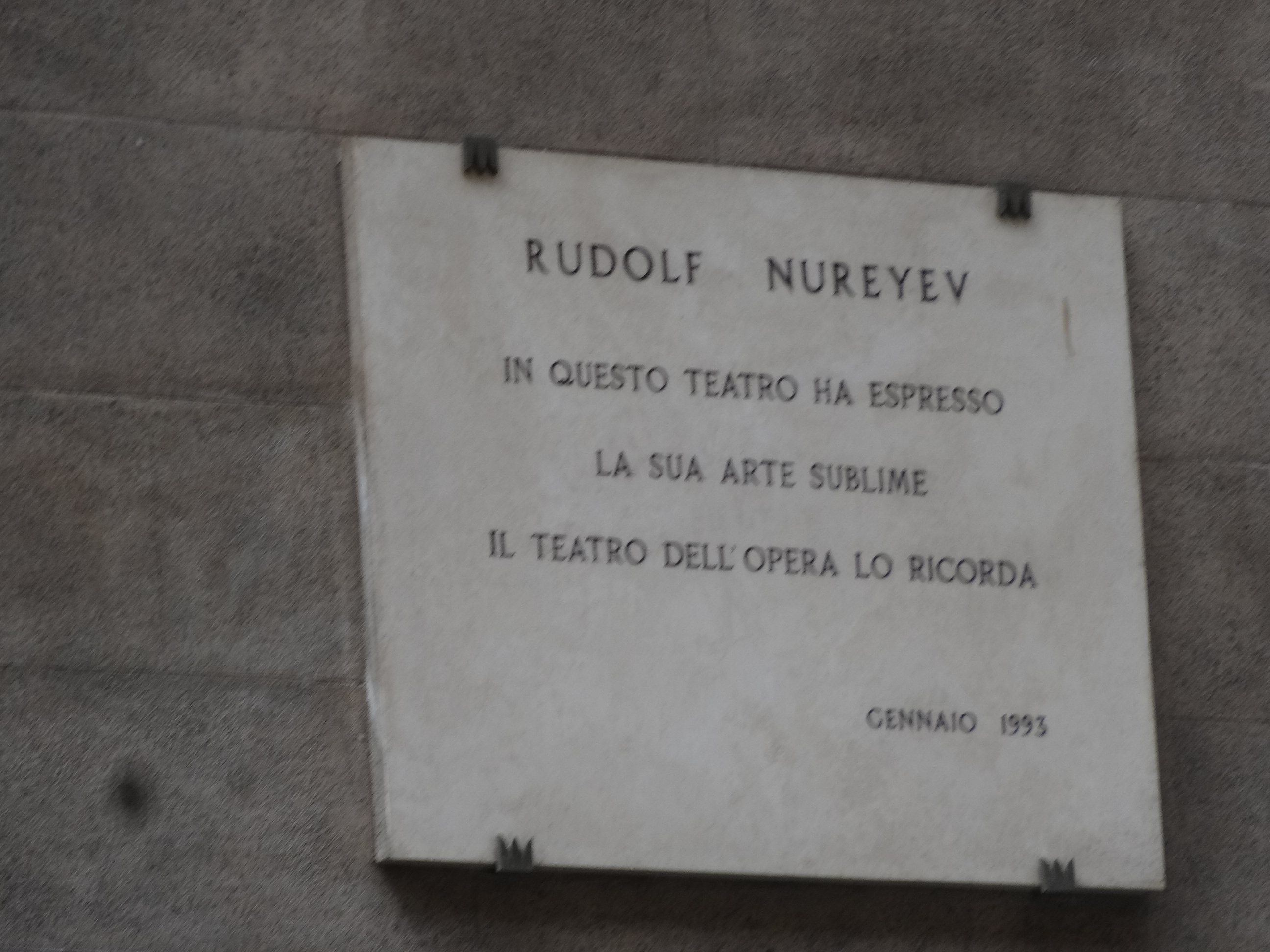
Targa commemorativa al Teatro dell'Opera di Roma.

Nureev fu un appassionato collezionista d'arte, in particolare di dipinti, sculture e tappeti asiatici. Oltre all'appartamento di Parigi in Quai Voltaire 23 in cui campeggiavano anche alcuni dipinti di Guido Reni, nel corso degli anni acquistò altre proprietà a Londra, New York, La Turbie, Monte Carlo, ai Caraibi, una tenuta in Virginia ma soprattutto la dimora sulla sua isola privata di Li Galli, che fu la più amata.
Come stabilito dal testamento, alla sua morte quasi tutti i suoi beni furono messi all'asta da Christie's a Londra e New York. Alle due sorelle ancora in vita - Rosa e Razida - fu destinato soltanto l'usufrutto di alcuni appartamenti; una somma fu destinata a Robert Tracy, mentre l'ingente ricavato delle aste, oltre trenta milioni di dollari, fu devoluto alle due fondazioni: la Rudolf Nureyev Foundation con sede a Washington e la Nureyev Ballet Monde con sede in Liechtenstein.
Dal 1999 le due fondazioni si sono unite nella The Rudolf Nureyev Foundation con sede a Zurigo; essa, come stabilito, ha il compito di promuovere iniziative culturali e filantropiche, di offrire supporto a nuovi talenti della danza, di gestire un fondo per i ballerini anziani o malati e di sostenere la ricerca medica sull'AIDS.

## Riconoscimenti
Nel 1982 ottenne la cittadinanza onoraria austriaca.
 Chevalier de la Légion d'Honneur (1988)
 Chevalier de l'Ordre des Arts et des Lettres (1992)

### Approfondimenti
1. ↑  Il direttore del Teatro Kirov (ora Teatro Mariinskij), forse perplesso dall'età già avanzata di Nureev (solo diciassette anni ma di circa tre anni in ritardo rispetto ai neoiscritti), espresse un giudizio molto aspro sul suo provino: «Молодой человек, вы можете стать великим танцором или большой неудачей... и вы, вероятно, будете большой неудачей» [Giovanotto, potrai diventare un grande ballerino, oppure un grande fallimento... e probabilmente tu sarai un grande fallimento.] Dato il suo temperamento è molto probabile che il giovane Nureev, stizzito, abbia reagito male a un giudizio simile.
2. ↑  La pena inizialmente fu di quattordici anni ma venne poi dimezzata perché la fuga non fu premeditata. Molti giornalisti del tempo definirono questo suo coraggioso gesto "il grande salto" e Nureev divenne così il primo artista sovietico a varcare i confini di Stato per abbandonare la propria patria; in seguito seguirono il suo esempio anche i colleghi Baryšnikov e la Makarova.
3. ↑  L'isola di Gallo Lungo fa parte del piccolo arcipelago delle tre isole Li Galli. Già nel 1924 questo gruppo di piccole isole fu acquistato da un altro coreografo e ballerino russo: Léonide Massine, che fece costruire sulle rovine romane una villa che l'architetto Le Corbusier abbellì ulteriormente.
4. ↑  In un'intervista alla BBC Rudolf Nureev dichiarò: «I have so many houses, but I have none. The house is the place where there is someone waiting for you. So, the house for me is the theater, where my audience participates.» [Ho tante case, ma non ne ho nessuna. La casa è il luogo dove c’è qualcuno che ti aspetta. Quindi la casa per me è il teatro, dove ad attendermi c'è il mio pubblico.]

### Fonti
1. ↑  Watson, P., Nureyev: A Biography, p. 104
2. ↑  Rudolf Nureyev Foundation official website
3. ↑  Autobiography Archiviato il 24 dicembre 2012 in Internet Archive. (RU)
4. ↑  Watson, P., Nureyev: A Biography, p. 28
5. ↑  Watson, P., Nureyev: A Biography, p. 34
6. ↑  Watson, P., Nureyev: A Biography, p. 290
7. ↑  (EN) Michelle Potter, Rudolf Nureyev 1938-1993 (PDF), su danceheritage.org. URL consultato il 20 gennaio 2018 (archiviato dall'url originale il 6 settembre 2015).
8. ↑   Rudolf Nureyev, Charismatic Dance Who Gave Fire to Ballet's Image, Dies at 54 di Jack Anderson, The New York Times - Sezione Artistica, 7 gennaio 1993 -sopra www.nytimes.com(EN)
9. ↑  Ruth Page: Early Architect of the American Ballet di Joellen A. Meglin sopra Dance Heritage Coalition a www.danceheritage.org Archiviato il 16 settembre 2013 in Internet Archive.(EN)
10. ↑   The Ruth Page Collection 1918-70 sobra gli Archivi della Biblioteca Pubblica di New York(EN)
11. ↑  Rudolf Nureyev 1938 - 1993 di Michelle Potter - sopra Dance Heritage Coalition a www.danceheritage.org Archiviato il 6 settembre 2015 in Internet Archive.(EN)
12. ↑  Rudolf Nureyev Charismatic Dancer Who Gave Fire to Ballet's Image Dies at 54 di Jack Anderson, The New York Times - Sezione Artistica 7 gennaio 1993, sopra www.nytimes.com (EN)
13. ↑  Maria Tallchief, a Dazzling Ballerina and Muse for Balanchine Dies at 88 di Jack Anderson, The New York Times - Sezione di Danza, 12 aprile 2013(EN)
14. ↑  Da un articolo di Tony Delano del Daily Mirror, 12 luglio 1967
15. ↑   Carolyn Soutar, The Real Nureyev, St. Martin's Press, 2006, ISBN 0-312-34097-4.
16. ↑  Watson, P., Nureyev: A Biography, p. 366
17. 1 2  Watson, P., Nureyev: A Biography, p. 369
18. ↑  Watson, P., Nureyev: A Biography, pp. 365-369
19. ↑  Watson, P., Nureyev: A Biography, p. 133
20. ↑  Watson, P., Nureyev: A Biography, p. 371
21. ↑   D. W. McKim e Brian Henson, Muppet Central Guides – The Muppet Show: Rudolf Nureyev, su muppetcentral.com. URL consultato il 19 luglio 2009.
22. ↑  Rock Idol & Superstar: Freddie Mercury and Rudolf Nureyev, Yuri Matthew Ryuntyu, The World Patrick White Intellectual Heritage, 2009, ISBN 9780980644609
23. ↑  https://ricerca.repubblica.it/repubblica/archivio/repubblica/1995/06/22/rudolph-freddy-amanti-segreti.html
24. 1 2  https://www.news.com.au/travel/travel-ideas/luxury/inside-the-luxury-private-islands-once-home-to-rudolf-nureyev/news-story/86a6ec94a381fc98fbe93c1507612627
25. ↑   Nureyev Did Have AIDS, His Doctor Confirms, in The New York Times, John Rockwell, 16 gennaio 1993. URL consultato il 18 settembre 2011.
26. ↑  http://www.gay.it/cultura/news/tutti-gli-amori-di-rudolf
27. ↑  http://www.larivistaintelligente.it/le-case-di-rudolf-il-teatro/
28. ↑  http://ricerca.repubblica.it/repubblica/archivio/repubblica/1993/06/22/finiscono-all-asta-tesori-di-nureyev.html
29. ↑  https://www.independent.co.uk/news/uk/nureyevs-new-york-furniture-to-be-sold-1450673.html
30. ↑  http://ricerca.repubblica.it/repubblica/archivio/repubblica/1993/02/11/eredita-di-nureyev-alle-sue-fondazioni.html
31. ↑  http://www.nureyev.org/rudolf-nureyev-choreographies/
32. ↑   1961 - Nureyev defects to the West, su nureyev.org. URL consultato il 24 marzo 2014.